# Lütfi Pascha

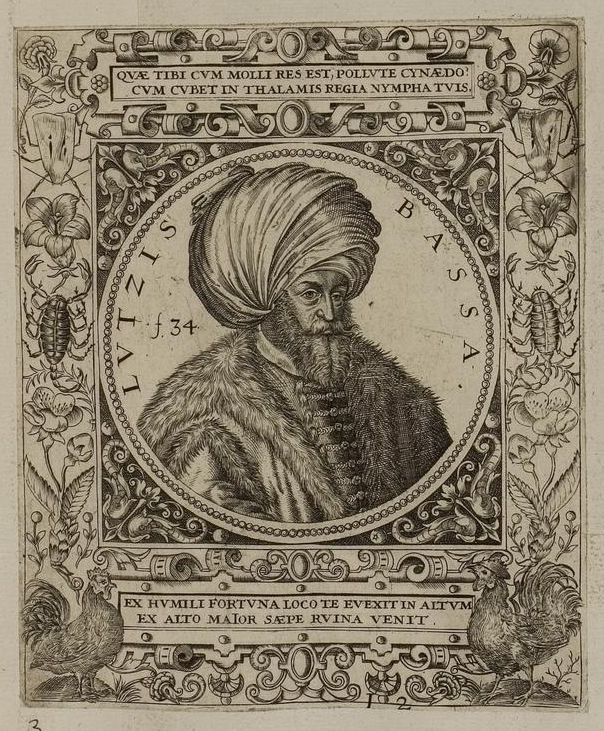
Radierung mit dem Porträt von Lüfti Pascha, Johann Theodor de Bry, 1590er Jahre

Lütfi Pascha (arabisch لطفى پاشا, Luṭfī Paşa; türkisch Lütfi Paşa, auch Damat Çelebi Lütfi Paşa; * um 1488 in Avlonya, heute Vlora; † 27. März 1564 in Dimetoka, heute Didymoticho) war ein osmanischer Staatsmann, General und von 1539 bis 1541 Großwesir des Osmanischen Reiches unter Süleyman I.

## Leben
Lütfi stammte aus Avlonya, dem heutigen Vlora in Albanien. Er wurde seinen christlichen Eltern entzogen und im Rahmen der Knabenlese unter Bayezid II. islamisiert. Nach seiner Ausbildung diente er in verschiedenen Positionen innerhalb des Palastes.
Sein erstes Amt außerhalb des Palastes war Sandschakbey von Kastamonu und schon kurze Zeit später wurde er Beylerbey von Karaman. Lütfi Pascha selbst gab diese Details seines Lebens in der Einleitung zu seinem Asafname an. Er nannte allerdings keine Daten und ließ alle Details seines Lebens vor Eintritt in den Palast ungenannt. Er könnte auch als Sandschakbey von Aydın und dann von Yanya (Ioannina) gedient haben, da der Schriftsteller Feridun Ahmed Bey in seinem Geschichtswerk Münşe'at al-selâtin einen Lütfi Bey erwähnt, der bei der Belagerung von Rhodos (1522) Sandschakbey von Aydın war. Unter Süleyman I. nahm er 1521 an den Feldzügen der Belagerung von Belgrad (1521) und 1522 von Rhodos teil, sowie von Buda und Wien (1529). 1529/30 und 1531/32 übte er das Amt des Beylerbey von Damaskus aus.
Im muslimischen Jahr 941 (1534/35) wurde er dritter Wesir. Zu diesem Zeitpunkt hatte er von 1533 bis 1536 im Krieg von Süleyman I. gegen die Safawiden in Ostanatolien gedient. Anschließend übernahm er 1537 von Süleyman das Kommando über die osmanische Flotte, während der Sultan einen Landfeldzug gegen Vlora und Korfu durchführte. Gemeinsam mit Admiral Hayreddin Pascha griff Lütfi Pascha Korfu an, konnte die Festung aber nicht einnehmen. Trotz der Proteste von Hayreddin und Lütfi hob Süleyman die Belagerung auf und die Insel blieb unter venezianischer Kontrolle.
Im Jahr 1538 wurde Lütfi Pascha zweiter Wesir und wurde 1539 nach dem Tod von Ayas Mehmed Pascha zum Großwesir bestellt. Als Staatsmann betonte Lütfi Paşa die Bedeutung der osmanischen Seemacht und richtete Marinegeschwader außerhalb der Hauptstadt ein. Er verhandelte mit Venedig über die Beendigung des Krieges und gewann Monemvasia und Nauplion, ehemalige venezianische Marinestützpunkte an der Südküste Griechenlands.
Im Jahr 1541 schlug er seine Frau Sah-ı Huban Sultan, eine Schwester von Süleyman, nachdem sie sich über die übermäßig harte Bestrafung einer Ehebrecherin durch den Pascha beschwert hatte. Die Prinzessin ließ sich mit Süleymans Erlaubnis scheiden. Der Sultan setzte Lütfi Pascha daraufhin ab und ernannte Hadım Süleyman Pascha zum neuen Großwesir.
Lütfi Pascha ließ sich in Dimetoka (dem heutigen Didymoticho in der griechischen Region Ostmakedonien und Thrakien) nieder und widmete sich dem Schreiben. Er schrieb zwanzig Werke, dreizehn davon in arabischer und sieben in türkischer Sprache. Seine Schrift Aṣafnāme war ein „Handbuch“ für Minister und Tevāriḫ-i Āl-i ʿOs̱mān eine Auseinandersetzung mit der osmanischen Geschichte, das auch seine eigenen Erfahrungen während der Herrschaft der Sultane Bayezid II., Selim I. und Süleyman I widerspiegelt.

## Rezeption
In der erfolgreichen türkischen Fernsehserie Das osmanische Imperium – Harem: Der Weg zur Macht (türkischer Originaltitel: Muhteşem Yüzyıl) über das Leben Süleyman I., wird Lütfi Pascha von dem türkischen Schauspieler Mehmet Özgür gespielt.